# تست کریکت

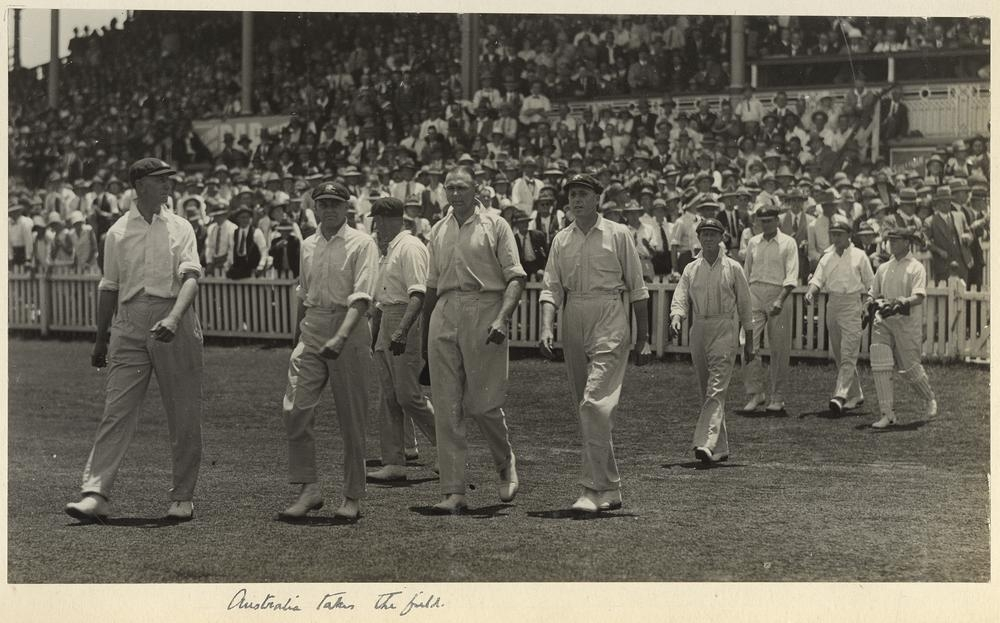
تیم تست کریکت استرالیا در بریزبن - ۱۹۲۸

تست کریکت (انگلیسی: Test cricket) گونه‌ای از بازی کریکت است که طولانی‌مدت‌ترین و دارای استانداردهای بالا قلمداد می‌شود.